# Tramway de Deauville
| Tramway de Deauville |                     |                                   |                         |
| Streckenlänge: | 5,6 km              |                                   |                         |
| Spurweite: | 600 mm (Schmalspur) |                                   |                         |
| |                     |                                   |                         |
| \| \| 0,0 \| Tourgéville \| Tourgéville \| \| \| \| Avenue de la République \| \| \| \| 2,3 \| Deauville \| Deauville \| \| \| \| Touques Fußgängerbrücke und Fähre \| \| \| \| \| Trouville \| \| |                     |                                   |                         |
| Kopfbahnhof Streckenanfang (Strecke außer Betrieb) | 0,0                 | Tourgéville                       | Tourgéville             |
| Strecke (außer Betrieb) |                     | Avenue de la République           | Avenue de la République |
| Bahnhof mit U-Bahn Streckenende (Strecke außer Betrieb) | 2,3                 | Deauville                         | Deauville               |
| |                     | Touques Fußgängerbrücke und Fähre |                         |
| U-Bahn-Kopfbahnhof Streckenende (Strecke außer Betrieb) |                     | Trouville                         | Trouville               |

Die Tramway de Deauville war von 1876 bis 1905 eine 2,3 km lange Schmalspur-Pferdebahn von Tourgéville nach Deauville an der Côte Fleurie in der Normandie im Departement Calvados.

## Geschichte
Die an der Küste gelegenen Siedlungen Deauville und Trouville entwickelten sich aufgrund der seit 1883 in Betrieb genommenen Bahnverbindung nach Paris zu Urlaubsorten. Ab 1885 wurden dort ohne Konzession fahrplanmäßig Personen mit der Straßenbahn befördert.
Die Bahnstrecke war 2,3 km lang und führte vom Vorort Tourgéville nach Deauville, von wo aus mit einer Fähre die Mündung des Flusses Touques überquert werden konnte, um Trouville zu erreichen. Mit Pferden gezogene Wagen verkehrten mehrmals täglich auf der Schmalspurlinie mit einer Spurweite von 600 mm. Ursprünglich war die Straßenbahn für den Transport von Touristen gedacht, aber da sie bei diesen nicht den erwarteten Erfolg erzielte, wurde sie vor allem von Dienstboten, Zugehfrauen, Hotelpersonal und Bahnhofsarbeitern benutzt. Das geringe Verkehrsaufkommen führte 1905 zur Stilllegung der Bahnstrecke.
Die Schmalspurbahn soll Paul Decauville dazu inspiriert haben, seine 1891 in Betrieb genommene Chemins de fer du Calvados mit einer Spurweite von 600 mm zu errichten.

## Erster Weltkrieg
Während des Ersten Weltkrieges wurde zwischen dem Bahnhof Trouville-Deauville und dem Hügel Croix-Sonnet vorübergehend eine Feldbahnstrecke verlegt, um die zahlreichen Lazarette und Militärkrankenhäuser in den Villen und Hotels zu bedienen, in denen Verwundete versorgt wurden. Diese 8,85 Kilometer lange Strecke wurde von Zügen der britischen Armee befahren, die von Baldwin-Lokomotiven der Bauart 4-6-0T gezogen wurden. Ihr Betrieb wurde kurz nach Kriegsende eingestellt.

## Zweiter Weltkrieg
| Spurweite: | 1000 mm (Meterspur) |                         |                         |
| |                     |                         |                         |
| \| \| \| Mont-Canisy \| \| \| \| Tourgéville \| \| \| \| Clairefontaine \| \| \| \| Deauville \| \| \| \| Avenue de la République \| \| \| \| Stade de Deauville \| \| \| \| Avenue de la République \| \| \| \| Touques \| \| \| \| Trouville \| \| \| \| Hennequeville \| \| \| \| Cricqueboeuf \| \| \| \| Pennedepie \| \| \| \| Vasouy \| |                     |                         |                         |
| Haltepunkt / Haltestelle Streckenanfang (Strecke außer Betrieb) |                     | Mont-Canisy             | Mont-Canisy             |
| Haltepunkt / Haltestelle (Strecke außer Betrieb) |                     | Tourgéville             | Tourgéville             |
| Haltepunkt / Haltestelle (Strecke außer Betrieb) |                     | Clairefontaine          | Clairefontaine          |
| Haltepunkt / Haltestelle (Strecke außer Betrieb) |                     | Deauville               | Deauville               |
| Strecke (außer Betrieb) |                     | Avenue de la République | Avenue de la République |
| Bahnhof (Strecke außer Betrieb) |                     | Stade de Deauville      | Stade de Deauville      |
| Strecke (außer Betrieb) |                     | Avenue de la République | Avenue de la République |
| Brücke über Wasserlauf (Strecke außer Betrieb) |                     | Touques                 | Touques                 |
| Haltepunkt / Haltestelle (Strecke außer Betrieb) |                     | Trouville               | Trouville               |
| Haltepunkt / Haltestelle (Strecke außer Betrieb) |                     | Hennequeville           | Hennequeville           |
| Haltepunkt / Haltestelle (Strecke außer Betrieb) |                     | Cricqueboeuf            | Cricqueboeuf            |
| Haltepunkt / Haltestelle (Strecke außer Betrieb) |                     | Pennedepie              | Pennedepie              |
| Haltepunkt / Haltestelle Streckenende (Strecke außer Betrieb) |                     | Vasouy                  | Vasouy                  |

Von 1942 bis zum 22./23. August 1944 wurde von den deutschen Besatzungsmächten die meterspurige Vandewalle-Feldbahn Mont-Canisy – Deauville – Vasouy betrieben. Mit ihr wurden vor allem Baumaterialien für den Bau der Bunkeranlagen des Atlantikwalls transportiert.
Im Juni 1943 kam es zu einer Entgleisung eines von zwei Dampflokomotiven gezogenen Güterzugs auf der Steilstrecke am Chemin de Callenville. In diesem Bereich wurde immer eine Vorspannlokomotive eingesetzt, und die Schienen wurden normalerweise mit Sand bestreut, um die Reibung zu erhöhen. Am Tag des Unfalls hatte die Wartungsabteilung ausnahmsweise entschieden, keinen Sand einzusetzen, und die Lokomotivführer nahmen das höhere Risiko in Kauf. Es wurde auch von Sabotage gesprochen. Durch die Entgleisung wurde eine Frau getötet, die die Straße zum Zeitpunkt des Unfalls überquerte.